# Paul Emery
Paul Emery (Chiswick, Londen, 12 november 1916 – Epsom, Surrey, 3 februari 1993) was een Formule 1-coureur uit Groot-Brittannië. Hij reed twee Grands Prix, de Grand Prix van Groot-Brittannië van 1956 voor het team Emeryson en de Grand Prix van Monaco van 1958 voor het team Connaught.